# Peștera cu Apă din Valea Leșului
Peștera cu Apă din valea Leșului este o arie protejată de interes național ce corespunde categoriei a IV-a IUCN (rezervație naturală de tip speologic, situată în județul Bihor, pe teritoriul administrativ al comunei Bulz.

## Localizare
În versantul drept al văii Leșului la 1,5 km de confluența cu valea Iadei, în raza comunei Bulz, Bihor.

## Descriere
Rezervația naturală are o suprafață de 0,50 ha, și reprezintă o peșteră (cavernă), punct de interes speologic din Munții Pădurea Craiului. Din intrarea aflată la 10 m deasupra albiei se varsă cursul subteran. El parcurge întreaga peșteră și reprezintă apele captate prin ponorul Acre. Aceste ape mai au o resurgența, cea mai joasă, în același versant 1 km aval de intrarea peșterii, prin izvorul Firez.
Întreaga peșteră se prezintă sub forma unei galerii unice, cu puține diverticole, ce meandrează pe primii 300 m, apa formînd terase aluvionare. În acest sector tavanul apare plat și orizontal. După ≈500 m de la intrare se ajunge la primul sifon. După el galeria continuă, fără vreo ramificație, și cu alte sifoane.
Peștera totalizează ≈1 km, dar explorările urmăresc joncționarea cu peștera de la ponorul Acre.